# 曙 (札幌市)
曙（あけぼの）は、北海道札幌市手稲区の地名。

## 地理
手稲区曙は、手稲駅の北西寄りに位置する。1丁目及び2丁目は樽川通と曙通に挟まれ、北方向に細長い。曙1条および2条3丁目・4丁目には工場などが多く、手稲工業団地・手稲山口地区軽工業団地を形成している。その他の地域は住宅街である。

### 町内地域
| 町丁               | 郵便番号 |
| ------------------ | -------- |
| 曙1条1丁目～3丁目  | 006-0831 |
| 曙2条1丁目～5丁目  | 006-0832 |
| 曙3条1丁目～3丁目  | 006-0833 |
| 曙4条1丁目～3丁目  | 006-0834 |
| 曙5条1丁目～5丁目  | 006-0835 |
| 曙6条1丁目～3丁目  | 006-0836 |
| 曙7条1丁目～3丁目  | 006-0837 |
| 曙8条1丁目～2丁目  | 006-0838 |
| 曙9条1丁目～2丁目  | 006-0839 |
| 曙10条1丁目～2丁目 | 006-0840 |
| 曙11条1丁目～2丁目 | 006-0841 |
| 曙12条1丁目～2丁目 | 006-0842 |

## 歴史
- 2006年（平成18年）9月4日 - 手稲山口の一部が5条4丁目、5条5丁目、11条2丁目に編入。

- 2007年（平成19年）10月1日 - 5条4丁目、6条3丁目の一部が明日風1、2丁目に変更。

## 交通

### 鉄道
- 北海道旅客鉄道（JR北海道）函館本線が地区の南部を走る。稲穂駅が曙に最も近い駅であるが、大半の住民にとっては手稲駅が玄関駅となる。

### 道路
地区の北辺で国道337号（道央圏連絡道路）に接しているが、その他の地区内の道路は全て札幌市の一般市道である。
- 下手稲通：地区の中央を東西に抜ける。
- 樽川通：地区の東端を南北に抜ける。前田との境界。
- 曙通：地区の中央を南北に抜ける。
- 曲長通：地区の西端を南北に抜ける。星置との境界。

## 教育

### 中学校
- 札幌市立稲陵中学校（曙7-2）

### 小学校
- 札幌市立手稲山口小学校（曙11-2）
- 札幌市立手稲鉄北小学校（前田2-12）

### 学校教育以外の教育施設
- 北日本鉄筋高等職業訓練校（職業能力開発促進法に基づく認定職業訓練による職業能力開発校）（曙2-4）

## 施設
公共施設・工場が多く置かれ、地区内には手稲工業団地・手稲山口地区軽工業団地がある。
- 北海道警察本部札幌運転免許試験場（曙5-4）
- JR北海道札幌運転所（曙1-3）
- 札幌市曙図書館（曙2-1）
- 札幌市手稲区体育館（曙2-1）
- 手稲曙温水プール（曙2-1）
- 創価学会手稲文化会館（曙5-1）
- NICHIJO本社（曙5-5）